# 威廉·莫里斯·亨特
威廉·莫里斯·亨特（英語：William Morris Hunt；1824年3月31日—1879年9月8日），是美国十九世纪中期的著名画家。

## 作品
- 《沐浴者》
- 《格洛斯特港》
- 《夜奔》
- 《拉手摇风琴的小男孩》

## 外部連結
- 在Find a Grave上的威廉·莫里斯·亨特